# Travník Schreberův
Travník Schreberův (Pleurozium schreberi (Brid.) Mitt.) je mech, který tvoří rozsáhlé souvislé žlutozelené až zelené koberce.

## Popis
Jde o statný mech, lodyžky jsou 10 až 15 cm dlouhé, pravidelně 1× zpeřené. Jejich červená až červenohnědá barva zřetelně prosvítá mezi sbíhavými, vydutými, široce vejčitými až zaoblenými, střechovitě přilehlými lodyžními listy. Má krátké, dvojité žebro, které však nedosahuje ani do 1/4 délky lístku, někdy dokonce chybí úplně. Buňky, které se nacházejí uprostřed čepele, mají čárkovitou strukturu a jsou hladké. Jedná se o dvoudomý druh. Druh je velmi vzácně plodný.
Sporofyt: Štět dosahuje délky až 4 centimetrů. Vyzdvihuje tobolku, která je nachýlená až vodorovná. Tobolka je válcovitého tvaru a dosahuje délky kolem 2 až 2,5 mm.

## Ekologie
Je charakteristický pro kyselé substráty jehličnatých lesů. Roste na skalách, kamenech, tlejícím dřevě. Typickými biotopy jsou paseky, travnaté stráně, vřesoviště, lesy a rašeliniště.

## Výskyt
V České republice je velice hojným druhem, je rozšířen od nížin po horské oblasti.

## Možnost záměny
Tento druh je velmi dobře rozpoznatelný v terénu díky své červenohnědé lodyžce. Podobným druhem je lazovec čistý (Pseudoscleropodium purum), který však má lodyhu zelenou a není tak častým mechem.

## Využití
V horských oblastech se používal jako tmel mezi spáry dřevěných obydlí nebo k podestýlání hospodářských zvířat. Dnes je jeho využití v biomonitoringu právě díky snadné rozpoznatelnosti a hojnému rozšíření.